# Просвирнин, Александр Борисович
Александр Борисович Просвирнин (24 августа 1964, Ворохта — 15 августа 2010, Киев) — советский двоеборец, бронзовый призёр чемпионата мира 1984 года.

## Спортивная карьера
Лучшим результатом в карьере Александра Просвирнина является бронзовая медаль в командном первенстве чемпионата мира 1984 года, не вошедшем в программу Олимпиады 1984 года. В индивидуальной гонке на чемпионате мира 1985 года он занял 14 место.
Александр Просвирнин участвовал в зимних Олимпийских играх 1984 года в Сараево, где показал лучший результат среди советских двоеборцев — 6-е место.
На этапах Кубка мира в активе Просвирнина 2-е место в сезоне 1983/1984 годов.
Завершил спортивную карьеру в 1985 году.
Умер 15 августа 2010 года в Киеве.